# Виндавский 180-й пехотный полк
180-й пехотный Виндавский полк — пехотная воинская часть Русской императорской армии.

## Формирование полка
17 января 1811 г. из одной роты Рижского гарнизонного полка (сформированнаго 18 февраля 1711 г. в г. Риге под названием Белинского гарнизонного полка) и штатной роты Курляндской губернии сформирован был в Митаве Митавский губернский полубатальон в составе 2-х рот. 27 марта к нему была прибавлена 3-я рота, и он наименован Митавским губернским батальоном. В 1814 г. к батальону были прибавлены ещё 3 роты. В 1816 г. батальон наименован Митавским внутренним гарнизонным батальоном и в 1817 г. приведён в состав 4 рот. В 1864 г. он наименован Митавским губернским батальоном, в 1874 г. Митавским местным и в 1878г. — 16-м резервным пехотным батальоном (кадровым). В 1891 г. батальон получил название Виндавского резервного батальона. В 1892 г. батальон переформирован в 2-батальонный полк и наименован 181-м пехотным резервным Виндавским полком. В 1898 г. переформирован в четырёхбатальонный полевой полк и назван 180-м пехотным Виндавским полком. 
Старшинство полка установлено с 27 марта 1811 г.; простое знамя даровано полку 27 марта 1911 г. с юбилейной лентой и надписью: «1711—1911». 
Полковой праздник — 20 июля.
Полк — активный участник Первой мировой войны, в частности, Виленской операции 1915 г.

## Командиры полка
- 11.06.1901 — 09.07.1905 — полковник Белов, Николай Васильевич
- 06.08.1905 — 31.07.1910 гг. — полковник Козлов, Иван Иванович
- 10.08.1910 — после 31.01.1913 гг. — полковник Микучевский, Николай Иулианович
- 1.04.1914 г. — полковник Петровский
- 03.11.1915 — 10.12.1916 — полковник Георгиевский, Александр Георгиевич